# Пасхалин, Юрий Александрович
Юрий Александрович Пасхалин (18 января 1984,  с. Носачов, Смелянский район, Черкаская область, УССР, — 19 февраля 2014, Киев) — активист Евромайдана. Убит возле Майдана Независимости. Герой Украины (2014, посмертно).

## Биография
Окончил общеобразовательную школу № 11 в г. Смела. Был воспитанником Школы олимпийского резерва в Харькове, занимался штангой.  последние годы проживал в Киеве, работал на частном предприятии кладовщиком.

## На Майдане
Вместе с коллегами по работе ходил на Майдан.
18 февраля днем был на Майдане, а потом вернулся домой. Услышав по телевизору, что пытаются разогнать Майдан силой, снова отправился на баррикады.
Получил три огнестрельных и пневматическое ранение в спину. Раненого Юрия занесли в пункта медицинской помощи, оборудованный на первом этаже Дома профсоюзов на Майдане Независимости, однако здание подожгли. Раненых пытались эвакуировать, среди тех, кого успели вынести из горящего здания, был и Юрий — «скорая» перевезла его в 18-й Киевской больницу, но спасти его не удалось.
Похоронен в родном селе.
Осталась мать, четверо братьев и сестер, жена и 7-летний сын.

## Памяти

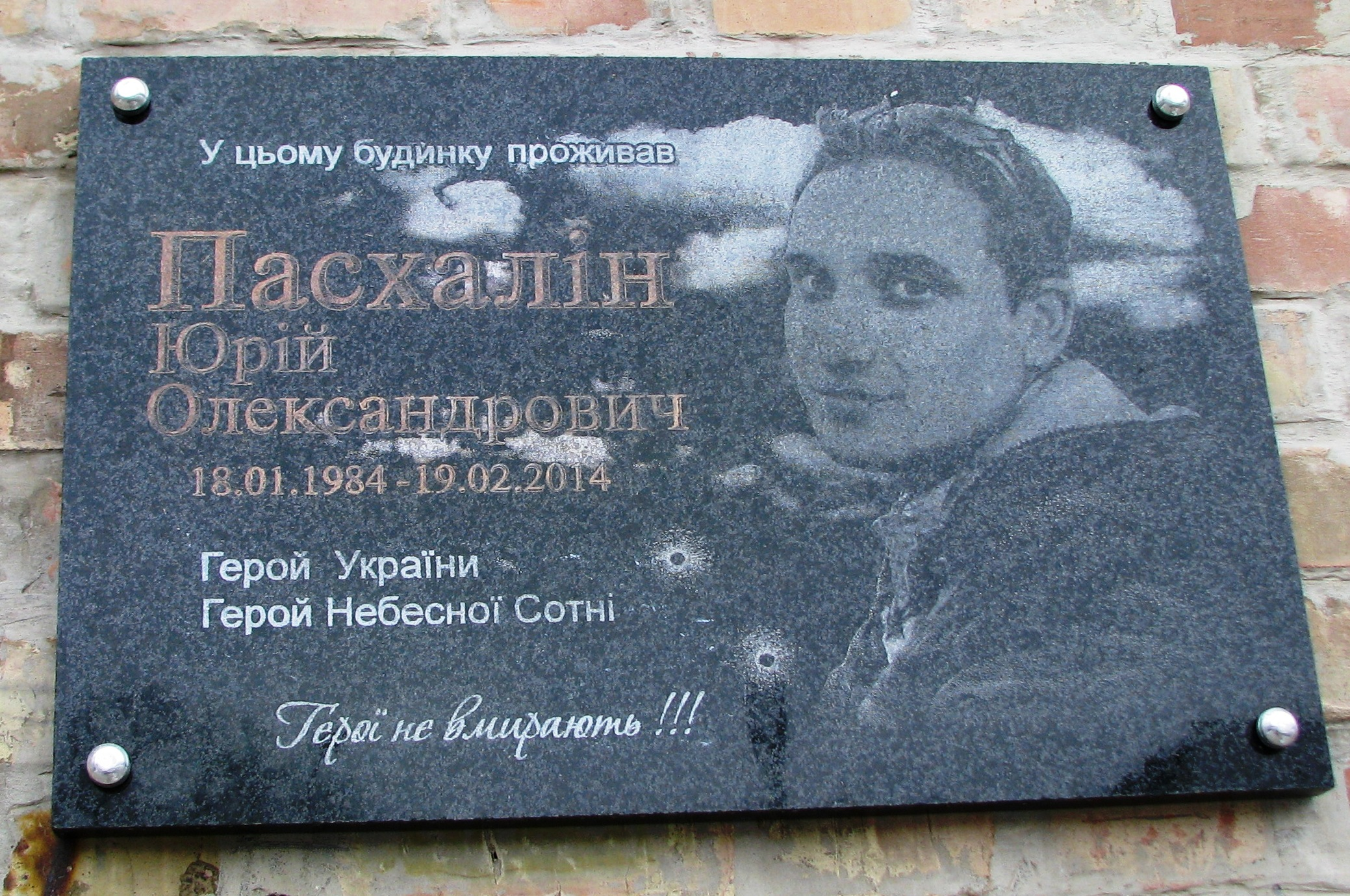
Мемориальная доска на доме в Киеве по адресу: улица Севастопольская, 7/13

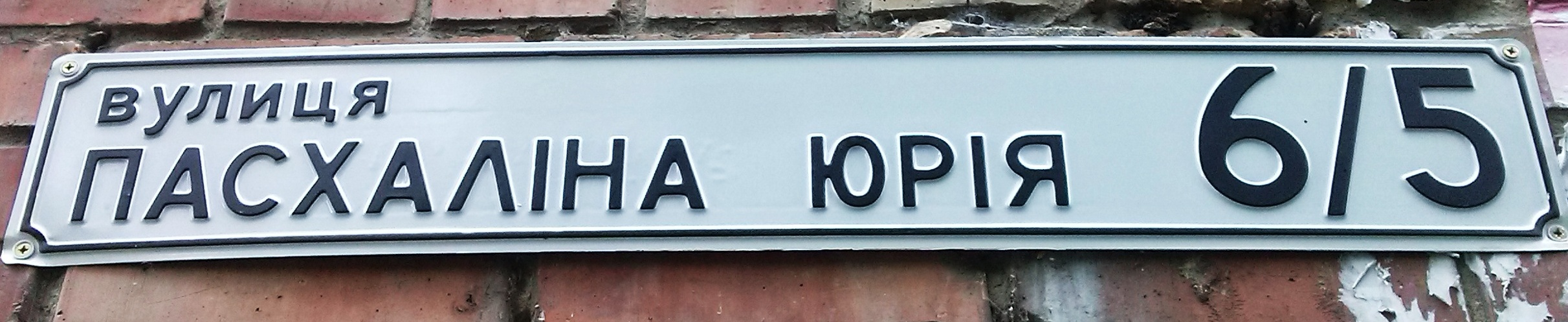
табличка на доме

4 апреля 2014 года в общеобразовательной школе № 11, где учился Юрий, установили памятную доску в его честь. На мероприятии присутствовала мать погибшего. Во время мероприятия с речью к собравшимся выступили секретарь городского совета Ярослав Березань, заместитель городского головы Головченко Александр, представитель Народного совета Виктор Пересунько и другие.
10 сентября 2015 года внесён проект в Киевский городской совет о переименовании улицы Ильича в Дарницком районе города Киева в улицу Юрия Пасхалина.

### Награды
- Звание Герой Украины с вручением ордена «Золотая Звезда» (21 ноября 2014, посмертно) — за гражданское мужество, патриотизм, героическое отстаивание конституционных принципов демократии, прав и свобод человека, самоотверженное служение Украинскому народу, обнаруженные во время Революции достоинства[5]
- Медаль «За жертвенность и любовь к Украине» (УПЦ КП, июнь 2015) (посмертно)[6]